# Lista de municípios de Chihuahua
O estado mexicano de Chihuahua se encontra divido nos seguintes municípios:
|             |                         |                          |             |                          |                          |
| Chave INEGI | Municipio               | Cabeceira Municipal      | Chave INEGI | Municipio                | Cabecera Municipal       |
| 001         | Ahumada                 | Villa Ahumada            | 035         | Janos                    | Janos                    |
| 002         | Almada                  | Aldama                   | 035         | Jiménez                  | Jiménez                  |
| 003         | Allende                 | Valle de Allende         | 037         | Ciudad Juárez            | Ciudad Juárez            |
| 004         | Aquiles Serdán          | Santa Eulalia            | 038         | Julimes                  | Julimes                  |
| 005         | Ascención               | Ascención                | 039         | López                    | Villa López              |
| 006         | Bachíniva               | Bachíniva                | 040         | Madera                   | Madera                   |
| 007         | Balleza                 | Balleza                  | 041         | Maguarichic              | Maguarichic              |
| 008         | Batopilas               | Batopilas                | 042         | Manuel Benavides         | Manuel Benavides         |
| 009         | Bocoyna                 | Bocoyna                  | 043         | Matachic                 | Matachic                 |
| 010         | Buenaventura            | San Buenaventura         | 044         | Matamoros                | Villa Matamoros          |
| 011         | Camargo                 | Santa Rosalía de Camargo | 045         | Meoqui                   | Meoqui                   |
| 012         | Carichic                | Carichic                 | 046         | Morelos                  | Morelos                  |
| 013         | Casas Grandes           | Casas Grandes            | 047         | Moris                    | Moris                    |
| 014         | Coronado                | Coronado                 | 048         | Namiquipa                | Namiquipa                |
| 015         | Coyame del Sotol        | Santiago de Coyame       | 049         | Nonoava                  | Nonoava                  |
| 016         | La Cruz                 | La Cruz                  | 050         | Nuevo Casas Grandes      | Nuevo Casas Grandes      |
| 017         | Cuauhtémoc              | Cuauhtémoc               | 051         | Ocampo                   | Ocampo                   |
| 018         | Cusihuiriachic          | Cusihuiriachic           | 052         | Ojinaga                  | Ojinaga                  |
| 019         | Chihuahua               | Chihuahua (capital)      | 053         | Práxedis G. Guerrero     | Práxedis G. Guerrero     |
| 020         | Chínipas                | Chínipas                 | 054         | Riva Palacio             | San Andrés               |
| 021         | Delicias                | Delicias                 | 055         | Rosales                  | Rosales                  |
| 022         | Dr. Belisario Domínguez | San Lorenzo              | 056         | Rosario                  | Valle del Rosario        |
| 023         | Galeana                 | Galeana                  | 057         | San Francisco de Borja   | San Francisco de Borja   |
| 024         | Santa Isabel            | Santa Isabel             | 058         | San Francisco de Conchos | San Francisco de Conchos |
| 025         | Gómez Farias            | Gómez Farias             | 059         | San Francisco del Oro    | San Francisco del Oro    |
| 026         | Gran Morelos            | San Nicolás de Carretas  | 060         | Santa Bárbara            | Santa Bárbara            |
| 027         | Guachochic              | Guachochic               | 061         | Satevó                   | Satevó                   |
| 028         | Guadalupe               | Guadalupe                | 062         | Saucillo                 | Saucillo                 |
| 029         | Guadalupe y Calvo       | Guadalupe y Calvo        | 063         | Temósachic               | Temósachic               |
| 030         | Guazapares              | Témoris                  | 064         | El Tule                  | El Tule                  |
| 031         | Guerrero                | Guerrero                 | 065         | Urique                   | Urique                   |
| 032         | Hidalgo del Parral      | Hidalgo del Parral       | 066         | Uruachic                 | Uruchic                  |
| 033         | Huejotitán              | Huejotitán               | 067         | Valle de Zaragoza        | Valle de Zaragoza        |
| 034         | Ignacio Zaragoza        | Ignacio Zaragoza         |             |                          |                          |